# Gniazdo rannych
Gniazdo rannych - miejsce na polu walki przy lub w pobliżu drogi dowozu i ewakuacji, osłonięte przedmiotami terenowymi, w którym zbiera się rannych i chorych, a następnie ewakuuje do punktów medycznych.